# Temelucha arenaria
Temelucha arenaria är en stekelart som beskrevs av Dasch 1979. Temelucha arenaria ingår i släktet Temelucha och familjen brokparasitsteklar. Inga underarter finns listade i Catalogue of Life.